# Gustavo Barrios
Gustavo Barrios (* 11. April 1996) ist ein kolumbianischer Leichtathlet, der vor allem im 400-Meter-Lauf an den Start geht.

## Sportliche Laufbahn
Erste internationale Erfahrungen sammelte Gustavo Barrios im Jahr 2022, als er bei den Juegos Bolivarianos in Valledupar in 47,24 s die Bronzemedaille im 400-Meter-Lauf hinter dem Dominikaner Robert King und Kelvis Padrino aus Venezuela gewann und sich mit der kolumbianischen 4-mal-400-Meter-Staffel in 3:06,61 min die Goldmedaille sicherte. Anschließend schied er bei den Südamerikaspielen in Asunción mit 49,93 s in der Vorrunde über 400 Meter aus. Im Jahr darauf belegte er bei den Zentralamerika- und Karibikspielen in San Salvador in 3:10,17 min den fünften Platz mit der Staffel und gelangte anschließend bei den Südamerikameisterschaften in São Paulo mit 3:06,63 min auf Rang vier.
2022 wurde Barrios kolumbianischer Meister im 400-Meter-Lauf sowie 2021 in der 4-mal-400-Meter-Staffel.

## Persönliche Bestleistungen
- 200 Meter: 20,89 s (+1,2 m/s), 27. März 2022 in Bogotá
- 400 Meter: 46,65 s, 6. Mai 2022 in Bogotá